# Darin Brooks
Darin Lee Brooks (Honolulu, 27 maggio 1984) è un attore statunitense, noto per aver interpretato Max Brady in Il tempo della nostra vita, Alex Moran in Blue Mountain State e Wyatt Spencer in Beautiful.

## Biografia
Darin Brooks è nato e cresciuto a Honolulu, nelle Hawaii. Ha origini irlandesi, polacche, belghe e norvegesi. Ha cominciato a recitare alle scuole superiori, dopo essersi diplomato nel 2002 ha iniziato a prendere lezioni da Ivana Chubbuck e successivamente a frequentare il Carter/Thor Studio a Los Angeles. Nel 2005 interpreta il ruolo di Max Brady nella soap opera della NBC Il tempo della nostra vita, dopo 5 anni e oltre 400 puntate nel 2009 vince il Premio Emmy come miglior attore giovane in una serie drammatica. Nel 2010 approda nella folle serie televisiva di successo internazionale Blue Mountain State dove interpreta il ruolo di Alex Moran. Dal 2013 al 2024 fa parte del cast della soap opera statunitense Beautiful nel ruolo di Wyatt Spencer.

### Vita privata
Brooks pratica surf, skateboard, snowboard, baseball, football, calcio e pugilato. Inoltre suona la chitarra, il basso e la batteria. Nel 2010 inizia una relazione con l'attrice Kelly Kruger, conosciuta sul set di Blue Mountain State, si fidanzano nel 2014 e nel 2016 si sposano.

## Filmografia

### Cinema
- Liars All, regia di Brian Brightly (2013)
- Blue Mountain State: The Rise of Thadland, regia di Lev L. Spiro (2016)

### Televisione
- Il tempo della nostra vita (Days of Our Lives) –soap opera, 420 puntate (2005-2010)
- Blue Mountain State – serie TV, 39 episodi (2010-2011)
- Miss Behave – serie TV, 8 episodi (2010)
- CSI: Miami – serie TV, episodio 9x11 (2011)
- Castle – serie TV, episodio 3x20 (2011)
- Bad Girls, regia di John Dahl – film TV (2012)
- Sette anni per innamorarsi (The Seven Year Hitch), regia di Bradford May – film TV (2012)
- Bloomers – serie TV, episodi 2x03-2x10 (2013)
- Beautiful – soap opera (2013-2024)
- Super Fun Night – serie TV, episodi 1x04-1x11 (2013-2014)
- Ossessione matrimonio (Groomzilla), regia di Bradford May - film TV (2017)
- 2 Broke Girls - serie TV, episodio 6x20 (2017)
- Una sorella dal passato (The Missing Sister), regia di Craig Goldsmith - film TV (2019)
- Febbre d'amore – soap opera, 2 episodi (2021)

#### Cortometraggi
- Staring at the Sun (2005)
- Spotlight (2010)
- Choices (2012)
- Overexposed (2015)

## Doppiatori italiani
Nelle versioni in italiano delle opere in cui ha recitato, Darin Brooks è stato doppiato da:
- Gianfranco Miranda in Blue Mountain State
- Paolo Carenzo in Ossessione matrimonio
- Flavio Aquilone in Beautiful
- Andrea Mete in Castle
- Fabio Gervasi in Una sorella dal passato